# Combustió humana espontània
La combustió espontània és el suposat incendi del cos d'algú sense una font d'ignició externa fàcilment identificable. La combustió pot provocar cremades simples i butllofes a la pell, fums, o una incineració completa de tot el cos. Aquesta darrera és la forma més freqüent «reconeguda» com a combustió espontània. Hi ha molta especulació i controvèrsia sobre la combustió espontània. No és un succés natural comprovat, però diverses teories han intentat explicar la seva existència i com pot haver ocorregut. Les dues explicacions que amb més freqüència s'ofereixen per explicar les aparents combustions espontànies són el foc amb efecte metxa i el provocat per l'estranya descàrrega estàtica, cap dels quals és espontani. Tot i que pot demostrar-se físicament que el cos humà conté suficient energia emmagatzemada en forma de greix i altres teixits per consumir-se per complet, en circumstàncies normals els cossos no mantenen un foc per si mateixos.

## Presumptes característiques
Hi ha moltes característiques que juntes distingeixen una presumpta combustió espontània d'altres tipus de foc. De fet, és una combinació de tots o la majoria dels següents factors en una mort per foc, és a dir, d'una primera combustió espontània.,
- El foc sembla haver estat generat espontàniament sense cap medi d'ignició observable.
- El mal del foc sol estar localitzat en el cos de la víctima. Els mobles i electrodomèstics propers a la víctima solen quedar intactes. Els voltants de la víctima pateixen pocs o cap mal. Tanmateix això pot ser una distorsió del procés de mostreig, donat que és possible que en altres casos el foc s'estengui i provoqui una gran destrucció arreu (especialment domèstics).
- El cos de la víctima sol quedar molt més cremat que en un incendi convencional. Les cremades, no es distribueixen uniformement per tot el cos. El tors complet i els braços de la víctima solen quedar reduïts a cendres, mentre el cap moltes voltes sobreviu com un crani nu i les extremitats inferiors queden típicament intactes.
- La major part dels presumptes casos de combustió espontània han ocorregut sota un sostre. De nou, això pot ésser una distorsió del procés de mostreig.
- La temperatura d'incineració en els casos de presumpta combustió espontània és aparentment molt més alta que no pas les arribades en crematoris comercials alimentats per benzina.
- Degut a l'alta temperatura però naturalesa localitzada del foc, l'exposició a l'aire calent pot malmetre objectes situats amunt sobre el foc.
- Aparentment les víctimes poden ésser homes o dones.
- En la major part dels presumptes casos, la víctima és anciana.
- Els testimonis oculars del procés real de combustió són estranys, tendint a crear suspicàcia o fins i tot confusió sobre suposats casos de combustió espontània. Malgrat que, Heymer ha conjecturat que la recurrent circumstància de soledat, o soledat real en presumptes víctimes de combustió espontània pot ésser significativa. La raó de la raresa dels testimonis oculars pot, en la seva opinió, ésser degut precisament a què la combustió espontània passa a gent quan està sola.

## Algunes morts per presumpta combustió espontània
- Robert Francis Bailey
- Dr. John Irving Bentley
- Alan J. Hinkle
- George I. Mott
- Mary Hardy Reeser (àlies «La Dona Cendra»)
- Jeannie Saffin
- Henry Thomas
- Anne Gertrude Web

## Alguns supervivents de presumpta combustió espontània
Cert nombre de persones han informat que van patir greus cremades al seu cos sense cap causa aparent. Si no es deu al presumpte fenomen conegut com a combustió espontània, aleshores seria un succés estretament relacionat. Algunes d'aquestes persones són:
- Jack Angel
- Wilfred Gowthorpe

## Controvèrsia històrica sobre la combustió espontània
La idea que un cos humà pugui cremar en flames sense cap font externa de combustió no està acceptada per la ciència establerta, malgrat que alguns científics individuals ho creuen possible. No es tracta d'un debat nou, sinó que té diversos segles d'antiguitat, i encara es manté. Aquest debat es tracta amb més detall en l'article «controvèrsia sobre la combustió espontània».

## Hipòtesis
Avui dia les opinions sobre la combustió espontània segueixen dividides. Com amb qualsevol aparent fenomen paranormal, hi ha cert nombre de teories que intenten explicar com ocorre la combustió espontània. Dites teories poden classificar-se en dos grups amplis, que es podrien anomenar de difícil identificació i de combustió espontània.

### Hipòtesi general de mala identificació
Aquesta hipòtesi afirma que tots els casos d'una presumpta combustió espontània són simples focs normals en els que la causa no ha estat pas identificada. Això no exclou necessàriament l'efecte metxa ni la descàrrega estàtica.
Un cas històric influent d'una dolenta identificació és el de la comtessa Gorlitz. El 1847, el comte Gorlitz arribà a casa seva (vivia a la regió de Darmstadt) i no va poder trobar la seva muller. Quan va forçar-se la porta de la seva habitació privada on es trobava el seu cos parcialment incinerat. L'habitació havia patit danys pel foc i estava desendreçada, amb una porta i les finestres trencades. També es trobà que l'escriptori s'havia cremat i el seu mirall s'havia trencat. Les espelmes de l'habitació també s'havien fos. Sorgí la qüestió de si aquesta mort (en una habitació aparentment tancada) havia estat provocada per la combustió espontània.
Tres anys més tard, un home anomenat Stauff, antic servent de la comtessa, fou acusat del seu assassinat. Va ésser arrestat, jutjat i condemnat. Stauff va confessar que havia anat a l'habitació de la comtessa i que en veure joies i diners allà va sentir temptacions. La comtessa va tornar inesperadament i la sorprengué. Hi hagué una baralla, on Stauff l'escanyà. Per amagar el seu crim, posà objectes combustibles sobre l'escriptori i hi va calar foc. La seva intenció fou destruir tota l'habitació.
Aquest és un clar cas d'un assassí intentant esborrar les seves empremtes, però la hipòtesi de mala identificació no proposa una única causa per les presumptes combustions espontànies. En comptes d'això, la teoria sosté que cert nombre de casos d'incendis sense resoldre han forjat el mite predominant de la combustió espontània.
En temps més moderns, Beard i Dryslade citen el següent exemple de mala identificació:
«Un home anònim deixava el seu lloc de treball (presumiblement un garatge o similar, per raons que quedaran clares immediatament) quan encengué una cigarreta i va quedar immediatament envoltat de flames. Resultà que la víctima havia tingut el costum d'usar aire comprimit per 
netejar la seva roba de restes de brossa. En aquesta ocasió la víctima havia emprat accidentalment oxigen pur, incrementant temporalment (però enormement) la inflamabilitat de la seva roba.»
Dins la hipòtesi de mala identificació hi ha dues corrents d'opinió principals, que no s'exclouen l'una a l'altra. S'acostuma a al·ludir-se com les teories de l'efecte metxa i de la descàrrega estàtica.

#### La hipòtesi de l'efecte metxa
L'efecte metxa és un fenomen real que s'ha demostrat que pot ocórrer sota certes condicions, i que ha estat observat acuradament. La teoria afirma essencialment que una persona resulta cremada pel seu propi greix després d'haver-li calat foc, accidentalment o d'alguna altra manera. Un cos humà vestit és com una espelma del revés: el greix humà (la font de combustible) està dins i la seva roba (la metxa) està enfora. Es produeix així un subministrament constant de combustible, a mesura que el greix es desfà i mulla les robes de la víctima. El greix conté una gran quantitat d'energia degut a la presència en aquesta de llargues cadenes d'hidrocarbonis.
En el cas de Henry Thomas, Heymer va publicar a la revista New Scientist una 
descripció de l'escena i les seves pròpies preguntes sobre el que sospitava que era un cas de combustió espontània. En el següent número de la mateixa es publicà un refutament a càrrec de David J.X. Halliday, de la Unitat d'Investigació d'Incendis de la Força de Policia Metropolitana, afirmant entre altres coses:
«Aquest procés, que jo m'estimo més anomenar-lo combustió perllongada, sol alimentar-se del greix que el foc extrau del cos. No és coincidència que en molts dels casos aquesta unitat hagi trobat que la víctima tenia obesitat, i que sempre passa molt de temps fins que es descobreix el foc.»
«La veritat és que els exemples de combustió espontània són estranys, però això no hauria d'ésser considerat com a prova de què una font d'ignició inusual està involucrada. De fet, tots els casos investigats per aquesta unitat han estat resolts a gust dels jutges sense recórrer pas a l'excusa de la combustió "espontània".»

#### La hipòtesi del foc per descàrrega estàtica
Aquesta hipòtesi afirma que sota certes circumstàncies l'electricitat estàtica puja fins a nivells tan perillosos en el cos humà que una descàrrega en forma d'espurna pot cremar robes.
Un xoc elèctric estàtic perceptible creat quan es realitzen certes activitats fa típicament 3.000 volts. La descàrrega elèctrica pot pujar fins a nivells molt més alts depenent d'altres condicions com la humitat. Caminar per una catifa pot crear una diferència potencial de 1.500 a 35.000 volts.
Les descàrregues d'electricitat estàtica poden fer foc els gasos d'hidrocarburs a les benzineres, i són una de les possibles causes d'explosions en les mateixes que popular però erròniament es creuen causades per les radiacions dels telèfons mòbils. El 70% d'aquests successos ocorren en un clima fred i sec, que afavoreix la càrrega d'electricitat estàtica.
El fenomen d'enormes càrregues estàtiques en cossos humans fou advertit per primera vegada pel professor Robin Beach de l'Institut Politècnic de Brooklyn. El professor Beach creia que algunes persones podien arribar a acumular la suficient càrrega estàtica com per calar foc materials inflamables amb el contacte amb el seu cos. Tanmateix proposà això com una possible causa pels efectes de combustió espontània, Beach no creia que hi hagués una relació amb la presumpta combustió espontània genuïna, ja que cap manera coneguda de descàrrega electroestàtica podia fer que els teixits del cos humà cremessin. Sí que creia que una descàrrega estàtica prou forta podia provocar la ignició de pols a la roba.
John E. Heymer dona al seu llibre The Entrancing Flame dos exemples de supervivents de descàrregues estàtiques potencialment fatals, ambdós amb testimonis oculars. Els testimonis apareixen amb declaracions per escrit i signades, ometent alguns detalls per preservar la intimitat dels testimonis, aquests casos són:
- Debbie Clark,[7] qui en setembre de 1985 observà que ones de llum blava eixien ocasionalment del seu cos.
- Susan Motteshead,[8] qui a l'hivern de 1980 va patir un incendi espontani a les seves robes, segons el testimoni de la seva filla.